# 下条村 (新潟県東蒲原郡)
下条村（げじょうむら）は、かつて新潟県東蒲原郡にあった村。

## 沿革
- 1889年（明治22年）4月1日 - 町村制施行に伴い、東蒲原郡上戸谷渡村、五十島村、小石取村が合併して発足。
- 1955年（昭和30年）1月15日 - 村域を二分割し、大字五十島・上戸谷渡・小石取（一部）は東蒲原郡三川村、揚川村（一部）と合併し、三川村を新設。大字小石取（一部）は五泉市に編入され消滅。
- 1956年（昭和31年）1月1日 - 旧村域の小石取（一部）が三川村から分離され、北蒲原郡安田村に編入。

## 学校

### 小学校
- 下条村立上戸谷渡小学校

### 中学校
- 下条村立下条中学校

## 交通

### 鉄道路線
- 日本国有鉄道
  - 磐越西線
    - 五十島駅 - 東下条駅

現在は旧村域に咲花駅も設置されているが、当時は未開設。

### 道路
- 若松街道（二級国道115号新潟平線、現・国道49号）